# Paruwrobates
Paruwrobates – rodzaj płazów bezogonowych z podrodziny Hyloxalinae w rodzinie drzewołazowatych (Dendrobatidae).

## Zasięg występowania
Rodzaj obejmuje gatunki występujące na pacyficznych zboczach w południowej Kolumbii i północnym Ekwadorze na wysokości 170–1780 m n.p.m..

## Podział systematyczny
Do rodzaju należą następujące gatunki:
- Paruwrobates andinus (Myers & Burrowes, 1987)
- Paruwrobates erythromos (Vigle & Miyata, 1980)
- Paruwrobates whymperi (Boulenger, 1882)